# МТЗ-80
МТЗ-80 «Белару́с» (МТЗ-82 «Беларус») — марка универсально-пропашных колёсных тракторов, выпускаемых Минским тракторным заводом с 1974 года по настоящее время.

## История создания
К созданию и массовому производству семейства тракторов МТЗ-80 (82) Минскому тракторному заводу им. В. И. Ленина удалось приступить после выхода в 1966 году Постановления Совета Министров СССР № 606, в котором говорилось «о необходимости производства универсально-пропашных тракторов, мощностью не менее 75-80 л. с. и тягового класса не менее 1.4». Были выделены колоссальные по тем временам деньги и ресурсы. Для ускорения создания и уменьшения затрат на переоборудование основного завода и смежных предприятий было принято решение о глубокой модернизации семейства тракторов МТЗ-50 (52).
В конструкцию новой машины было внесено большое количество изменений. Основными из которых являлись новая обшивка, кабина, и двигатель повышенной мощности Д-240 Минского моторного завода.
Уже в 1972 году испытания нового трактора были успешно завершены. Во время испытаний были определены агрегатируемые машины и орудия, количество которых составило около 230. Увеличение конструктивной скорости до 33 км/ч. позволило более рационально использовать трактор на общетранспортных работах.
На конвейер трактор встал в 1974 году, а в 1975 году, в Кишинёве, на конвейер вышел гусеничный вариант трактора Т-70. Первоначально трактора имели малую кабину, но уже в 1980 году на некоторые модификации МТЗ-80 (82) стали устанавливать более просторную и комфортабельную кабину, с большей площадью остекления, которая была разработана ещё в середине 1970-х годов для перспективных моделей. С небольшими доработками такая кабина устанавливается с 1988 года на все модели, произведённые на базе МТЗ 80.1 и 82.1.
В ноябре 2012 года трактор участвовал в марше протеста балтийских фермеров в Брюсселе. Крестьянин Каспарс Гулбис в знак протеста против несправедливых прямых дотаций отправился в путь на тракторе МТЗ-80 из Таллина в Брюссель.

## Краткое описание модели
Колёсный универсальный трактор с задним ведущим мостом тягового класса 14 кН (1,4 тс) МТЗ-80 — базовая модель семейства тракторов «Беларусь» Минского тракторного завода. Одновременно с началом выпуска МТЗ-80, запущено производство и его модификации с двумя ведущими мостами — трактора МТЗ-82.
Конструкция тракторов МТЗ-80 (82) является продуктом глубокой модернизации выпускавшихся ранее семейства тракторов МТЗ-50.
Первый прототип МТЗ-80 датирован 1970 годом. Степень унификации деталей и сборочных, оборотных единиц у МТЗ-50 и МТЗ-80 достигает 70 %.
Трактор построен по традиционной для МТЗ компоновке: полурамная конструкция — остов с узлами силовой передачи, переднее расположение двигателя, задние ведущие колёса увеличенного диаметра, передние управляемые колёса меньшего диаметра. Трактор МТЗ-80 имеет привод только на задние колёса, а трактор МТЗ-82 — полный привод.
Тракторы выпускаются в нескольких модификациях, отличающихся друг от друга типом и передаточными числами трансмиссии, способом пуска двигателя, «привязочными местами» для навесного оборудования и внешним оформлением, типом используемой резины, величиной агротехнического просвета и мощностью двигателя.
Сфера применения тракторов МТЗ-80 (82) достаточно обширна. Они могут использоваться на различных работах и агрегатируются с навесными, полунавесными, прицепными и стационарными машинами. Большое количество машин и механизмов предназначенных для работы с трактором имеются у фермерских хозяйств и различных предприятий. Широкий ассортимент навесного оборудования и агрегатов представлен на рынке огромным количеством производителей.
Основное назначение тракторов МТЗ-80 (82) — комплексная механизация возделывания и уборки так называемых пропашных сельскохозяйственных культур (кукуруза, сахарная свёкла, картофель, подсолнечник, овощебахчевые и др.).
Другая область применения — работы общего назначения. Тракторы МТЗ-80 (82), обладая довольно высокими для тракторов скоростными данными, оснащенные пневмосистемой и светосигнальной аппаратурой, могут выполнять значительные по объёму транспортные работы, успешно конкурируя в тяжелых дорожных условиях с грузовыми автомобилями.
В 1970-х — 1990-х годах на тракторы устанавливались дизельные двигатели Д-240 с запуском от электростартера или Д-240Л с запуском от бензинового двухтактного карбюраторного пускового двигателя (пускача). Тракторы с двигателями Д-240Л обозначались как МТЗ-80Л и МТЗ-82Л.
Наряду с ДТ-75 и Т-40 является одним из самых распространённых тракторов на территории бывшего СССР.

## Технические характеристики

### Двигатель
На тракторах МТЗ-80 (82) и их модификациях устанавливаются четырёхцилиндровые четырёхтактные дизельные двигатели Минского моторного завода семейства Д-240, Д-243 (атмосферными), Д-245 (турбонаддувным) жидкостного охлаждения.
Рабочий объём (не менее) — 4,75 л. Номинальная мощность в первоначальном варианте 55,16 кВт (75 л. с.), затем мощность была увеличена до 59,25 кВт (80 л. с.). Двигатель с турбонаддувом в разных модификациях имеет мощность от 67,5 до 100 кВт (90…136 л. с.) и за неимением аналогичных по мощности дизелей российского производства в 1990-е и 2000-е годы нашёл широкое применение на грузовиках (ГАЗ-3308, ЗИЛ-4331, ЗИЛ-5301) и автобусах (КАвЗ-3976, ПАЗ-3205, ПАЗ-4234).
Запуск двигателя осуществляется электростартером, либо пусковым карбюраторным бензиновым устройством ПД-10 номинальной мощностью 10 л. с. В настоящее время на двигатели устанавливается только электростартер.
На части моделей устанавливался предпусковой бензиновый подогреватель ПЖБ-200Б. .

### Силовая передача
Силовая передача служит для передачи вращения от вала двигателя к ведущим колёсам трактора, к валу отбора мощности, а также для изменения величины и направления передаваемого крутящего момента.
На тракторах МТЗ-80 и МТЗ-82 использована ступенчатая (механическая) передача, состоящая из различных типов зубчатых колёс. Регулирование крутящего момента осуществляется за счёт изменения передаточных чисел шестерней.
Силовая передача тракторов МТЗ-80 (82) состоит из следующих узлов и механизмов:
- муфта сцепления,
- коробка передач и раздаточная коробка,
- задний ведущий мост с главной передачей, дифференциалом и конечными передачами.

У трактора МТЗ-82 крутящий момент подводится также и к передним ведущим колесам, для чего в силовой передаче дополнительно используется раздаточная коробка, карданная передача и передний ведущий мост. Агрегаты и механизмы силовой передачи размещены в трех корпусах (муфты сцепления, коробки передач и заднего моста),
скрепленных между собой в единый блок, образующий часть остова трактора.

#### Муфта сцепления
На тракторе установлена фрикционная, сухая, однодисковая, постоянно замкнутая муфта сцепления, управляемая педалью из кабины. Передача крутящего момента в такой муфте осуществляется за счет сил трения, возникающих при сжатии ведущих и ведомых дисков.
Муфта снабжена тормозком, обеспечивающим при выключении сцепления остановку как вала муфты, так и связанного с ним первичного вала коробки передач. Наличие тормозка способствует также облегчению переключения передач, повышению срока службы шестерён.

#### Коробка передач и раздаточная коробка
Коробка передач на тракторе механическая, с девятью передачами переднего хода и двумя заднего. Переключение передачи осуществляется одним рычагом, установленным на шаровой опоре в верхней крышке коробки передач и уплотнен резиновым чехлом. Нижний конец рычага заходит в пазы ползунов вилок и при переключении передач перемещает необходимый ползун. Ходоуменьшителем пользуются для понижения первой и второй передач переднего и заднего ходов. При использовании понижающего редуктра число передач удваивается.
Предназначена для изменения передаточных чисел трансмиссии и получения различных скоростей и тяговых усилий при движении трактора передним и задним ходом. Кроме того, коробка передач обеспечивает привод заднего и бокового валов отбора мощности, ходоуменьшителя, раздаточной коробки переднего ведущего моста для тракторов МТЗ-82. Отбор мощности на передний ведущий мост осуществляется от ведомой шестерни первой ступени через промежуточную шестерню, которая устанавливается с правой стороны в стакане корпуса коробки передач.
В корпусе коробки установлены первичный и вторичный валы, параллельно расположенные промежуточный вал, вал пониженных передач и заднего хода, шестерни передач и двух ступеней редуктора, а также шестерни привода ходоуменьшителя и раздаточной коробки.
Раздаточная коробка служит для распределения крутящего момента, передаваемого от коробки передач, между ведущими мостами трактора. С её помощью осуществляется автоматическое или принудительное включение и выключение переднего моста (МТЗ-82).
Раздаточная коробка на тракторах семейства МТЗ-80 выполнена как одноступенчатый шестерёнчатый редуктор с роликовой муфтой свободного хода одностороннего действия и механизмом, который отключает, включает и блокирует муфту свободного хода. Раздаточная коробка устанавливается на двух штифтах и крепится болтами к люку коробки передач с правой стороны.

#### Задний мост
Задний мост служит для передачи крутящего момента от продольно расположенного вторичного вала коробки передач через главную передачу и дифференциал на конечные передачи и полуоси, на которых закреплены ступицы ведущих колес.
Все узлы и механизмы моста размещены в чугунном корпусе, к передней стенке которого прикреплена коробка передач, а к задней — редуктор заднего вала отбора мощности и кронштейн механизма навески. На боковых стенках корпуса закреплены стаканы шестерён конечных передач, кожухи тормозов и рукава задних полуосей. Сверху корпус закрыт стальной крышкой.
Задние мосты в сборе тракторов МТЗ-80 (82) и МТЗ-50 (52) взаимозаменяемы.
Задний мост оборудован дифференциалом с функцией автоматической блокировки (АБД). Механизм блокировки состоит из фрикционной муфты с гидравлическим приводом, расположенной на валу левой ведущей шестерни конечной передачи. Гидропривод муфты реализован от гидроусилителя рулевого управления где установлен датчик блокировки дифференциала. При работе трактора диски муфты под давлением гидравлической жидкости сжимаются и блокировочный вал, жёстко соединённый с нажимными дисками муфты, замыкает левую полуосевую шестерню дифференциала и крестовину,- в результате чего задние колёса и дифференциал блокируются. На приборной панели установлен переключатель режимов работы.
На тракторах, оборудованных ГОРУ (гидрообъемное рулевое управление) с краном блокировки дифференциала и насосом-дозатором, блокировка дифференциала заднего моста осуществляется при помощи педали с гидравлическим приводом которая установлена на полу кабины.
Конечные передачи — последний элемент трансмиссии, передающей вращение и крутящий момент от главной передачи и дифференциала к ведущим колесам трактора. Каждая конечная передача представляет собой одноступенчатый редуктор с парой цилиндрических прямозубых шестерён. Конечные передачи, полуоси и рукава полуосей тракторов МТЗ-80 (82) и МТЗ-50 (52) унифицированы, за исключением левой ведущей шестерни.

#### Передний ведущий мост (МТЗ-82)
Передний ведущий мост передает крутящий момент от привода силовой передачи к передним управляемым ведущим колёсам, служит передней опорой остова трактора. Конструкция моста портально-универсальная. При таком решении на тракторе с 4 ведущими колесами полностью сохраняются все параметры универсальности базовой модели: дорожный просвет, пределы регулировки колеи, радиуса поворота и др. Передний мост состоит из главной передачи, дифференциала и колёсных редукторов
Ведущий мост устанавливается в проем переднего бруса полурамы. Корпус переднего моста соединён с брусом шарнирно, что позволяет мосту качаться относительно полурамы в поперечной плоскости трактора на угол 8—9°, ограниченный упором выступов на корпусе и крышке моста. Передние ведущие мосты тракторов МТЗ-82 и МТЗ-52 взаимозаменяемы.
Передний мост тракторов МТЗ-82 оснащён самоблокирующиймся дифференциалом повышенного трения, состоит из двух корпусов, в которых размещено четыре сателлита на двух осях, две полуосевые шестерни и две нажимные чашки с пакетами фрикционных дисков. Когда дифференциал заблокирован, крутящий момент передается на полуосевые шестерни не только за счет сил трения фрикционных дисков, но и через зубья сателлитов.
Моменты, передаваемые зубьям сателлитов на левую и правую стороны одинаковы по величине, но при этом, моменты, передаваемые за счёт сил трения на полуосевые шестерни, могут отличаться в зависимости от значений сцепления колес с покрытием по которому следует трактор.

### Ходовая часть и рулевое управление
Ходовая часть служит опорой трактора и образует тележку, при помощи которой осуществляется передвижение трактора. Ходовая часть состоит из полурамного остова, переднего моста, задних и передних колес.
Рулевое управление предназначено для поддержания направленного движения трактора и включает в себя рулевой привод, рулевой механизм и рулевую трапецию. Рулевое управление тракторов МТЗ-80 и МТЗ-82 снабжено гидравлическим усилителем (ГУР), либо гидрообъемным рулевым управлением (ГОРУ), позволяющим значительно снизить усилие, прикладываемое к рулевому колесу при повороте передних колёс трактора.
Подвеска задних колёс — жёсткая. Передние колёса имеют полужёсткую подвеску с балансирным мостом. Задние колёса закрепляются на ведущих осях с помощью клеммовых соединений, что позволяет бесступенчато изменять ширину колеи в пределах 1400—2100 мм. Колея передних колёс также регулируется в пределах 1200—1800, но ступенчато, с шагом 100 мм. Дорожный просвет 465 мм для основных модификаций, 650 мм, для модификаций, оборудованных колёсными редукторами, и 400 мм, для модификации МТЗ-82Н. Тормозные механизмы дисковые.

### Гидравлическая навесная система
Трактор оборудован раздельно-агрегатной гидравлической навесной системой с позиционно-силовым регулятором и гидроувеличителем сцепного веса. Состоит из шестерёнчатого насоса НШ-32, главного и двух выносных гидроцилиндров, гидроувеличителя сцепной силы тяжести, пружинного гидроаккумулятора, позиционно-силового регулятора, бака для рабочей жидкости (гидравлические масла ГОСТ 17479.3-85), трубопроводов, запорных муфт и механизма для навешивания машин.
Гидравлическая навесная система предназначена для агрегатирования и работы трактора с сельхозмашинами, орудиями обработки почвы и служит для управления навесными, полунавесными и гидрофицированными прицепными механизмами. Также система используется для создания и регулирования при помощью гидромеханизма дополнительной нагрузки на задние ведущие колёса за счёт силы тяжести навесной машины, с целью увеличения силы тяги трактора и уменьшения его боксования. Возможно использовать гидросистему для решения ряда вспомогательных операций (подъем трактора и пр.).

## Модельный ряд
По состоянию на начало 2019 года Минский тракторный завод предлагает потребителю следующие модели тракторов на базе МТЗ-80.1:

### Тракторы
|                                     | 80.1      | 82.1      | 82.У      | 820                  | 892                  | 892.2                | 90                   | 92                   | 900.3                | 920.3                | 920.4                | 920.5                | 920.6                | 952                  | 952.2                | 952.3     | 952.4       | 952.5      | 952.6     |          |
| ----------------------------------- | --------- | --------- | --------- | -------------------- | -------------------- | -------------------- | -------------------- | -------------------- | -------------------- | -------------------- | -------------------- | -------------------- | -------------------- | -------------------- | -------------------- | --------- | ----------- | ---------- | --------- | -------- |
| Модель двигателя                    | Д-243     | Д-243     | Д-243     | Д-243                | Д-245.5              | Д-245.5              | Д-243.1              | Д-243.1              | Д-245.43S2           | Д-245.43S2           | Д-245.43S3А          | Д-245.43S3АM         | Д-245.43S4           | Д-245.5              | Д-245.5              | Д-245.5S2 | Д-245.5S3АM | Д-245.5S3В | Д-245.5S4 |          |
| Мощность, л. с./кВт                 | 81/59,6   | 81/59,6   | 81/59,6   | 81/59,6              | 84,3/62,0            | 88,4/65,0            | 88,4/65,0            | 90/66,2              | 90/66,2              | 84,3/62,0            | 84,3/62,0            | 84,3/62,0            | 84,3/62,0            | 88,4/65,0            | 88,4/65,0            | 95,2/70,0 | 95,2/70,0   | 95,2/70,0  | 95,2/70,0 |          |
| Колёсная формула                    | 4К2       | 4K4       | 4K4       | 4K4                  | 4K4                  | 4K4                  | 4К2                  | 4K4                  | 4K2                  | 4К4                  | 4К4                  | 4К4                  | 4К4                  | 4К4                  | 4К4                  | 4К4       | 4К4         | 4К4        | 4К4       |          |
| Грузоподъемность на оси подвеса, кг | 3200      | 3200      | 3200      | 3200                 | 3200                 | 3200                 | 3200                 | 3200                 | 3200                 | 3200                 | 4000                 | 4000                 | 4000                 | 3200                 | 3200                 | 3200      | 4000        | 4000       | 4000      | 4000     |
| Удельный расход топлива, г/(кВт·ч)  | 229+3     | 229+3     | 229+3     | 229+3                | 226+3                | 226+3                | 235+3                | 235+3                | 229+3(5)             | 229+3(5)             | 229+3(5)             | 229+3(5)             | 220±5,0, 223±6,7     | 220±5,0, 223±6,7     | 226+3                | 232+5     | 229+5       | 254±5,0    | 223±6,7   | 223±6,7  |
| Число передач вперёд/назад          | 18/4      | 18/4      | 18/4      | 18/4                 | 18/4                 | 18/4                 | 18/4                 | 18/4                 | 14/4                 | 14/4                 | 14/4                 | 14/4                 | 14/4                 | 14/4                 | 14/4                 | 14/4      | 14/4        | 14/4       | 14/4      |          |
| Масса максимально допустимая, кг    | 6500      | 6500      | 6500      | 6190                 | 7000                 | 7000                 | 5900                 | 6190                 | 6750                 | 7000                 | 7000                 | 7000                 | 7000                 | 7000                 | 7000                 | 7000      | 7000        | 7000       | 7000      | 7000     |
| Агрегатирование продукция МТЗ       | ПЛН-3-35П | ПЛН-3-35П | ПЛН-3-35П | ПКМ-3-40Р, ПЛН-3-35П | ПКМ-3-40Р, ПЛН-3-35П | ПКМ-3-40Р, ПЛН-3-35П | ПКМ-3-40Р, ПЛН-3-35П | ПКМ-3-40Р, ПЛН-3-35П | ПКМ-3-40Р, ПЛН-3-35П | ПКМ-3-40Р, ПЛН-3-35П | ПКМ-3-40Р, ПЛН-3-35П | ПКМ-3-40Р, ПЛН-3-35П | ПКМ-3-40Р, ПЛН-3-35П | ПКМ-3-40Р, ПЛН-3-35П | ПКМ-3-40Р, ПЛН-3-35П | ПОН-3-40  | ПОН-3-40    | ПОН-3-40   | ПОН-3-40  | ПОН-3-40 |

### Коммунальные и строительные машины
|                                                              | 82МК             | МУП-351                     | П10М                  |
| ------------------------------------------------------------ | ---------------- | --------------------------- | --------------------- |
|                                                              | Машина уборочная | Машина уборочно-погрузочная | Погрузчик фронтальный |
| Базовое шасси                                                | 82,2             | 82,1                        | 82,1, 92П, 820, 952,2 |
| Производительность погрузчика, т/ч                           | −                | 15—50                       | 15—50                 |
| Номинальная ёмкость ковша погрузочного оборудования, м³      | −                | 0,5                         | 0,5                   |
| Производительность при очистке проезжей части от снега, м²/ч | 21600            | −                           | −                     |
| Максимальная высота убираемого снега за один проход, мм      | 500              | −                           | −                     |
| Максимальная ширина захвата щётки, мм                        | 1730             | −                           | −                     |
| Колёсная формула                                             | 4K4              | 4K4                         | 4K4                   |

### Спецтракторы
|                                     | 80Х                     | 100Х                    | 921.2                 | 921.3                 | 921.4                 |      |
| ----------------------------------- | ----------------------- | ----------------------- | --------------------- | --------------------- | --------------------- | ---- |
|                                     | Трактор хлопководческий | Трактор хлопководческий | Трактор садоводческий | Трактор садоводческий | Трактор садоводческий |      |
| Модель двигателя                    | Д-245.1                 | Д-245С                  | Д-245.5С              | Д-245.5S2             | Д-245.5S3АМ           |      |
| Мощность, л. с./кВт                 | 81,6/60                 | 107,4/79,0              | 89,8/66               | 95,2/70,0             | 95,2/70,0             |      |
| Колёсная формула                    | 3K2                     | 3K2                     | 4K4                   | 4K4                   | 4K4                   |      |
| Грузоподъемность на оси подвеса, кг | 2800                    | 2800                    | 3600                  | 3600                  | 3600                  |      |
| Удельный расход топлива, г/(кВт·ч)  | 244                     | 244                     | 232+11,60             | 229+6,87              | 254 ±12,70            |      |
| Число передач вперёд/назад          | 16/4                    | 14/4                    | 18/4                  | 18/4                  | 14/4                  | 14/4 |
| Масса максимально допустимая, кг    | 6500                    | 6190                    | 7000                  | 7000                  | 7000                  |      |

### Лесные машины
|                                    | Л82.2                     | ТТР-401М            | МПТ-461.1                    |           |
| ---------------------------------- | ------------------------- | ------------------- | ---------------------------- | --------- |
|                                    | Трактор лесохозяйственный | Трактор трелёвочный | Лесной транспортёр-погрузчик |           |
| Модель двигателя                   | Д-243С                    | Д-243С              | Д-243S                       |           |
| Мощность, кВт/л. с.                | 59,6/81                   | 59,6/81             | 60/82                        |           |
| Колёсная формула                   | 4K4                       | 4K4                 | 4K4                          | 4K4       |
| Грузоподъемность, кг               | 3500                      | 3500                | 3500/9000                    | 3500/9000 |
| Удельный расход топлива, г/(кВт·ч) | 235                       | 235                 | 236                          |           |
| Число передач вперёд/назад         | 16/4                      | 16/4                | 16/4                         |           |

### Ранее выпускавшиеся модификации трактора
- МТЗ-80 — Универсально-пропашной трактор, с задним приводом и малой кабиной.
- МТЗ-82Р — Колёсный рисоводческий трактор.
- МТЗ-82Н — Универсально-пропашной трактор, с полным приводом и пониженным клиренсом (400 мм), колёсами размерностью 16,9/14-30 задние и 10-16 передние, сиденьем с возможностью отклонения от продольной оси, для поддержания вертикальной посадки тракториста, предназначался для работ на склонах до 16°.
- МТЗ-82К — Крутосклонный универсально-пропашной трактор, с полным приводом, бортовыми качающимися редукторами, гидравлической системой автоматической стабилизации и выравнивания положения остова, передний ведущий мост с параллелограммными рычагами, в систему навески также были введены дополнительные гидроцилиндры, для стабилизации агрегатируемых машин, предназначался для работ на склонах до 20°.
- МТЗ-80ХМ — хлопководческий трактор (серийное производство с 1983 года)[19], с одним управляемым колесом, с узлами бортовых передач, для повышения клиренса (650 мм), модификация ХМ, отличалась установкой двигателя Д-240Т (100 л. с.).
- Т-70В(С) — Универсально-пропашной гусеничный трактор, класса 2 т, предназначенный для возделывания винограда-«В» и сахарной свёклы-«С». Отличался от базовой модели типом движителей — гусеничные; кабиной, обшивкой, двигателем пониженной мощности Д-241Л (70 л. с.), заблокированной в КПП 9-й передачей, изменённой гидросистемой. Между собой отличался размерностью гусеничной цепи.
- МТЗ-80/82В — Универсально-пропашные трактора, отличавшиеся от базовых, наличием реверсивного редуктора.
- МТЗ-82Т — Овощебахчевая модификация базовой модели. Отличалась повышенным клиренсом, за счёт установки дополнительных колёсных редукторов.
- МТЗ-Т80Л — Лесохозяйственная модификация трактора. Предназначалась для трелевки древесины, выполнению работ по лесовосстановлению, работ с агрохимией и противопожарных мероприятий. Отличалась сдвинутым вперёд двигателем пониженной мощности Д-243Л (60 л. с.), другой кабиной и обшивкой, колёсами одинаковой размерности 530—610, увеличенной до 36 км/ч скоростью.

## В игровой и сувенирной индустрии

Модели трактора МТЗ-82 1:43

Масштабная модель МТЗ-82.1 в масштабе 1:43 выпускалась на саратовском заводе «Моссар», бывший «Агат» и «Тантал». Также в рамках журнальной серии «Тракторы история люди машины» от издательства «Hachette» вышли: под № 6 модель МТЗ-80 красного цвета; под № 29 модель МТЗ-82 зелёного цвета; под № 49 модель МТЗ-82Р голубого цвета.

## Галерея

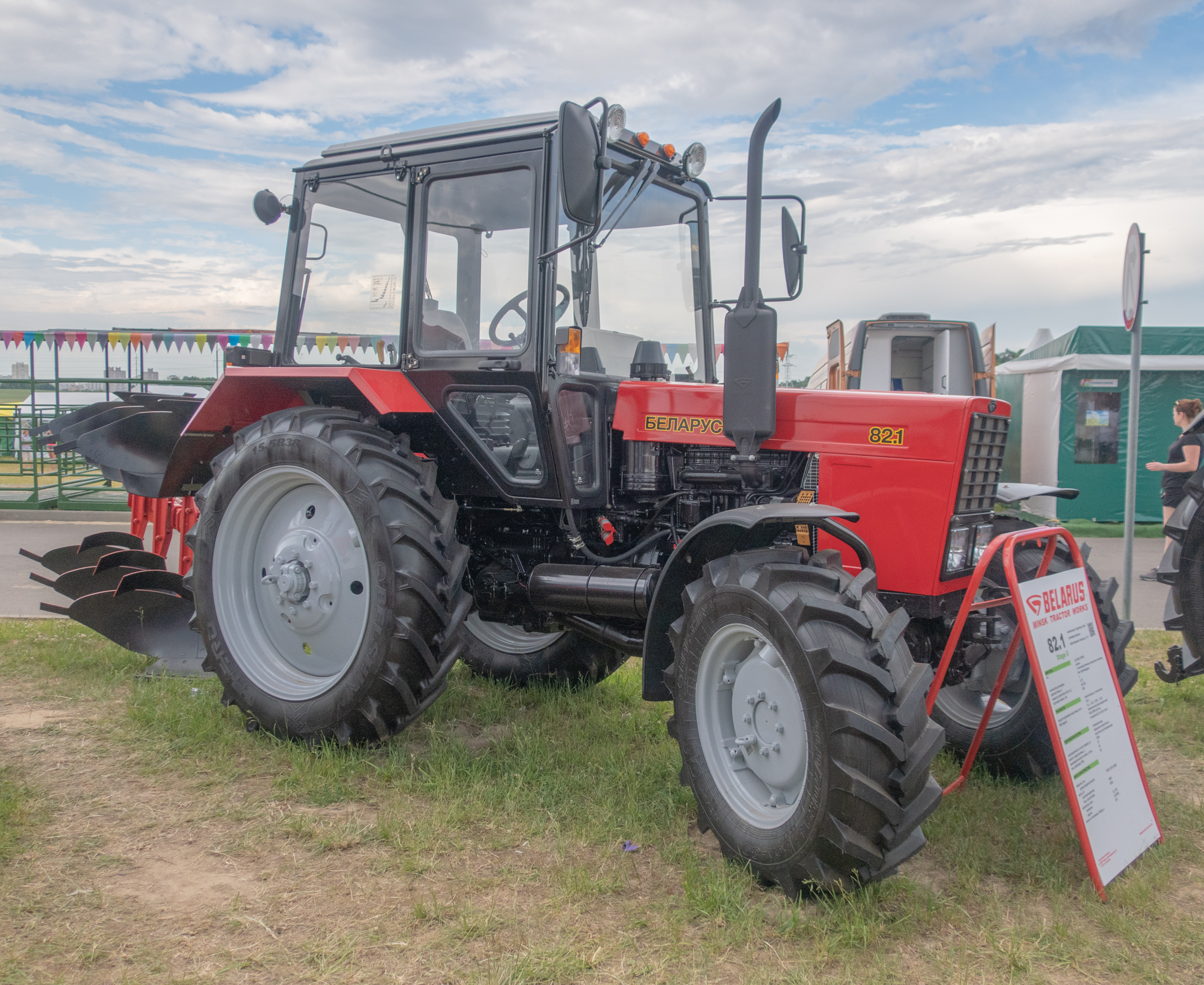
Трактор «Беларус-82.1»
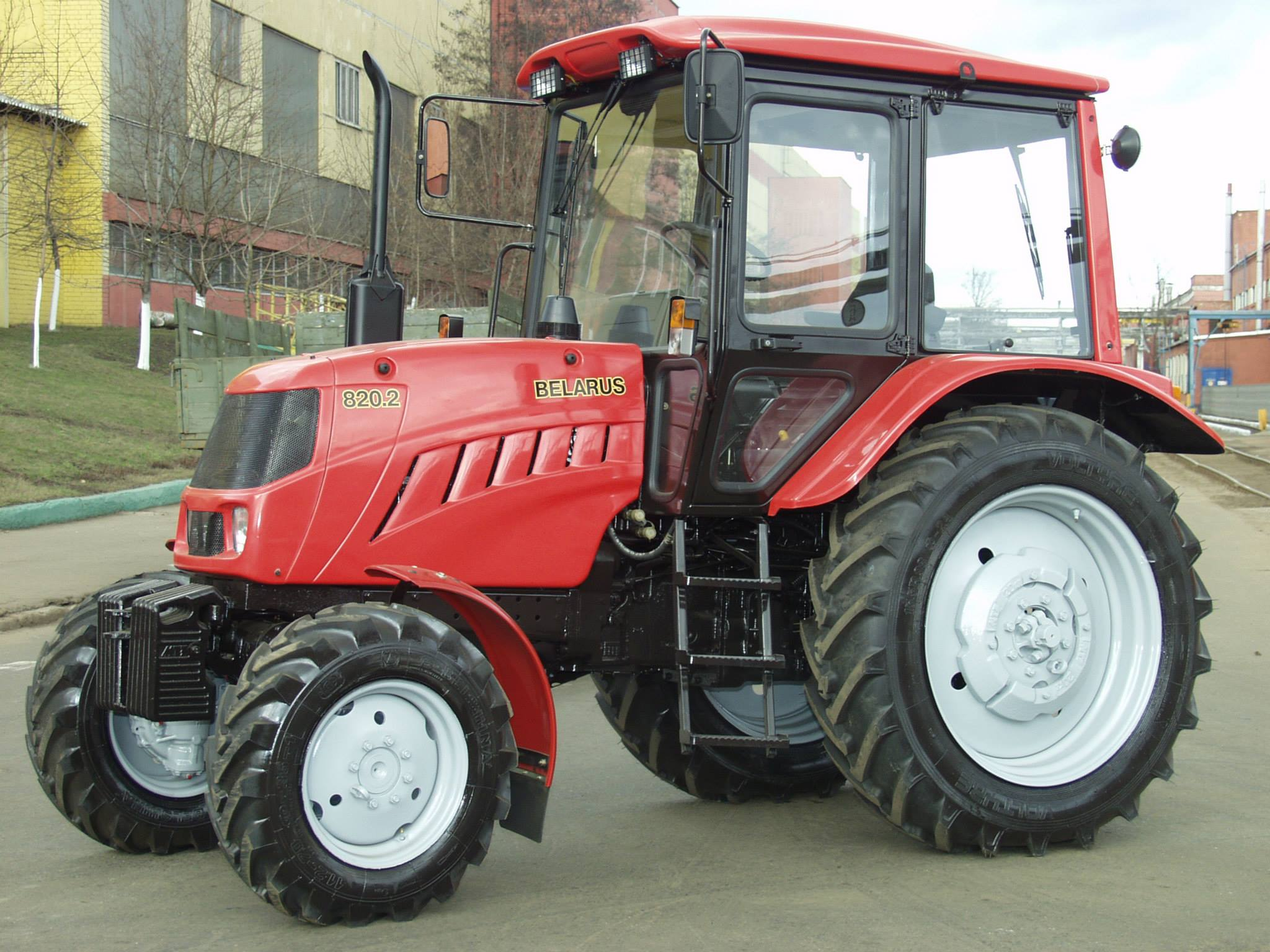
МТЗ-820.2 в заводской окраске
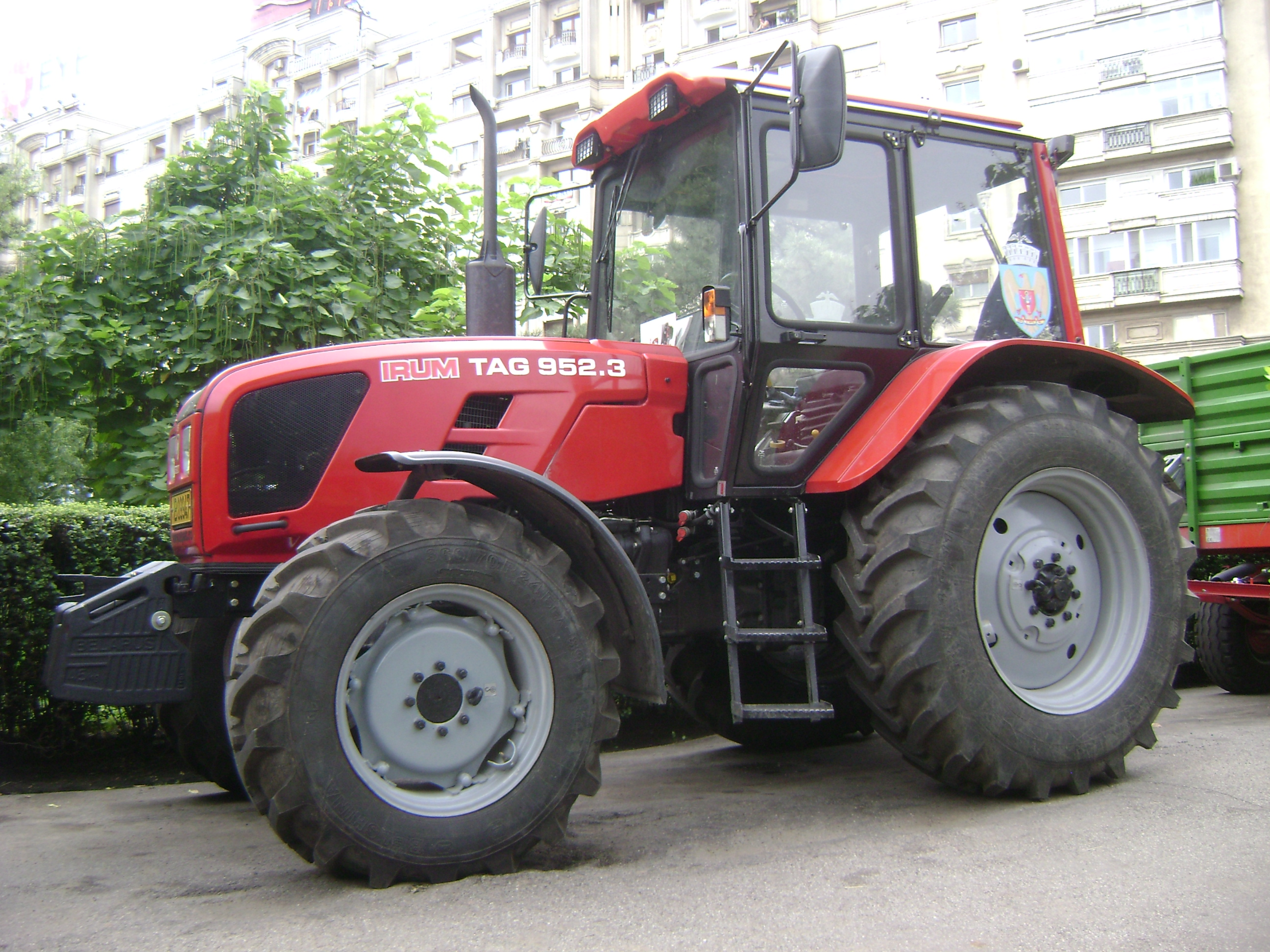
МТЗ-952.3 для румынского рынка
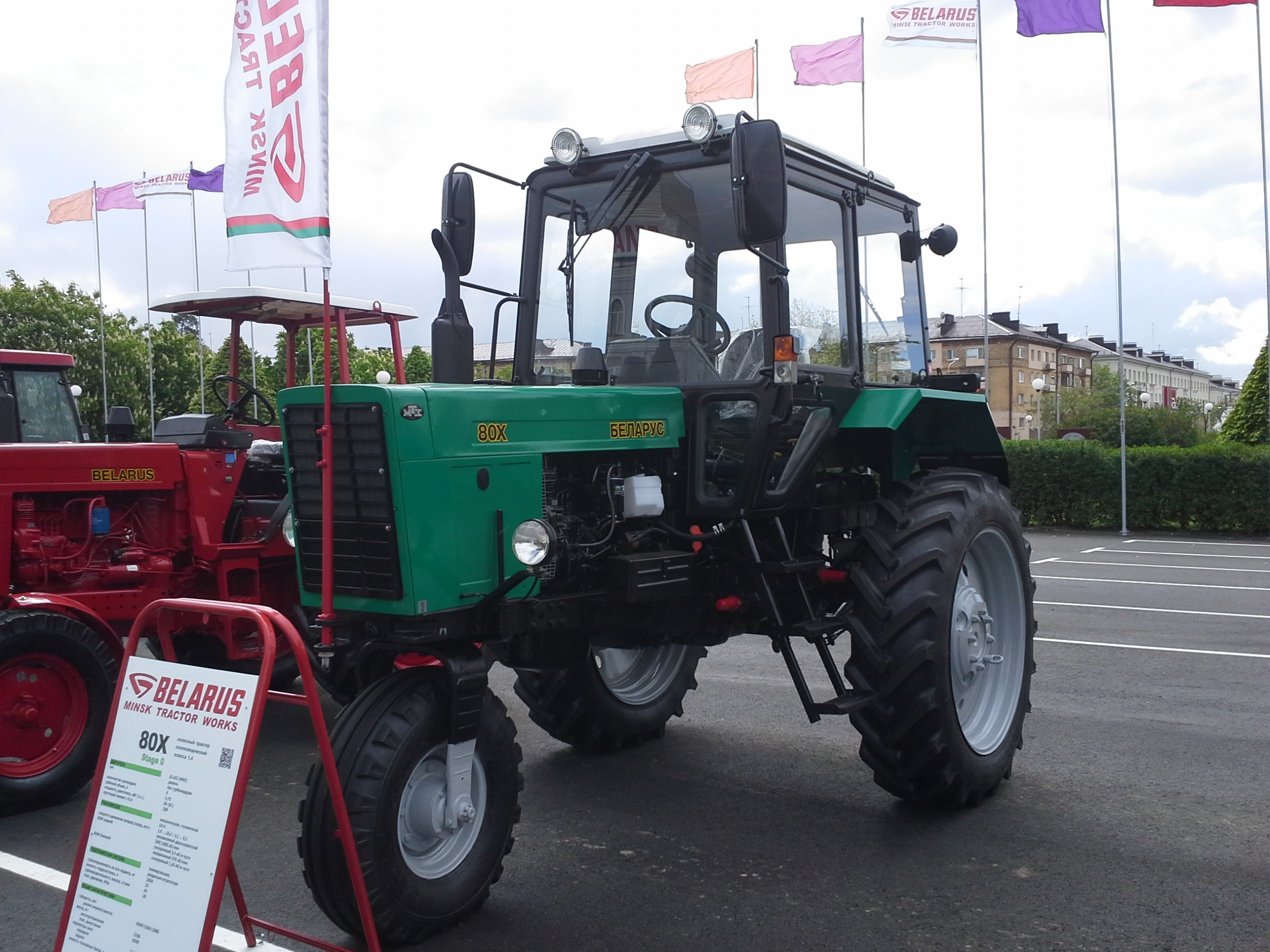
Трёхколёсный трактор МТЗ-80Х
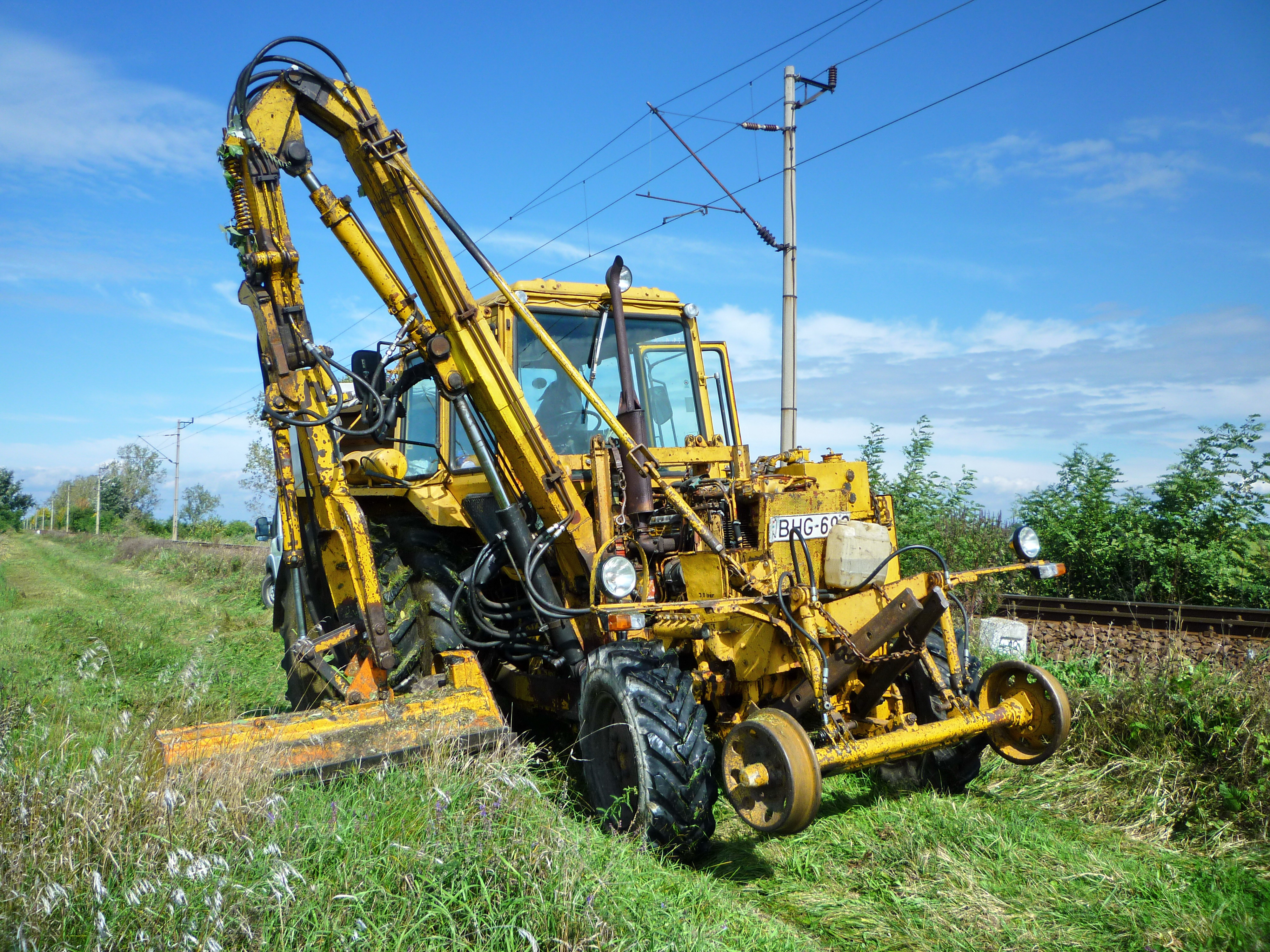
Роторная косилка на базе МТЗ-82

### Комментарии
1. ↑  В таблице приведены основные характеристики тракторов, которые можно свободно приобрести или заказать на заводе или у официальных дилеров в 2019 году. Часть переходных моделей или не предназначенных для российского рынка, в таблице не отражены. С полным каталогом моделей тракторов и машин, производимых Минским тракторным заводом можно ознакомиться на официальном сайте производителя и «Торгового дома МТЗ».

## Статьи и публикации
- Балтийские фермеры на старом тракторе «Беларусь» поехали в Брюссель // DELFI : Информационное агентство. — 2012. — 12 ноября.
- Знакомый незнакомец из Молдавии // Основные средства : Журнал. — 2001. — Апрель (№ 4).